# Spilosoma extrema
Spilosoma extrema là một loài bướm đêm thuộc phân họ Arctiinae, họ Erebidae.